# Lösnich
Lösnich è un comune di 444 abitanti della Renania-Palatinato, in Germania.
Appartiene al circondario (Landkreis) di Bernkastel-Wittlich (targa WIL) ed è parte della comunità amministrativa (Verbandsgemeinde) di Bernkastel-Kues.